# Condizione theta
In chimica dei polimeri e delle macromolecole, il termine condizione theta (o condizione θ) indica una particolare condizione (rappresentata dalla temperatura di Flory, detta anche "temperatura theta", dalla natura del polimero e dalla natura del solvente) nella quale le molecole di polimero che sono disciolte in un solvente non risentono di interazioni a lungo raggio, ovvero ciascuna unità ripetitiva che costituisce il polimero non risente dell'interazione con altre un'unità ripetitive non strettamente adiacenti. In altre parole, alle condizioni theta le interazioni intermolecolari sono esattamente compensate dall'effetto del solvente, ovvero la condizione theta è un caso particolare di condizione imperturbata (un'altra condizione imperturbata è quella di polimero fuso).
Dal punto di vista termodinamico, si ha che alla condizione theta il potenziale chimico di miscelamento in eccesso tra il polimero e il solvente è pari a zero.

## Condizione di buon solvente e condizione di cattivo solvente
La condizione theta rappresenta il punto di divisione tra la "condizione di buon solvente" e la "condizione di cattivo solvente".
- Nella condizione di buon solvente le forze intermolecolari che si manifestano tra due unità ripetitive della molecola di polimero sono di minore entità rispetto alle forze intermolecolari che si manifestano tra un'unità ripetitiva del polimero e le molecole di solvente, per cui il gomitolo statistico che rappresenta la conformazione del polimero assume un volume maggiore rispetto a quello che si avrebbe nelle condizioni theta.
- Nella condizione di cattivo solvente le forze intermolecolari che si manifestano tra due unità ripetitive della molecola di polimero sono di maggiore entità rispetto alle forze intermolecolari che si manifestano tra un'unità ripetitiva del polimero e le molecole di solvente, per cui il gomitolo statistico che rappresenta la conformazione del polimero assume un volume minore rispetto a quello che si avrebbe nelle condizioni theta.

## Esempi
Nella tabella seguente vengono indicati alcuni esempi di condizioni theta:
| Polimero               | Solvente     | Temperatura theta (°C) |
| ---------------------- | ------------ | ---------------------- |
| Polietilene            | Bifenile     | 128                    |
| Polietilene            | n-eptano     | 173,9                  |
| Polipropilene atattico | Cicloesanone | 92                     |
| Polipropilene          | Bifenile     | 129                    |
| Polistirene            | Benzene      | 249,8                  |
| Polistirene            | Butanone     | 148,8                  |